# مالیانو د مارزی
مالیانو د مارزی (به ایتالیایی: Magliano de' Marsi) یک کومونه در ایتالیا است که در استان لاکویلا واقع شده‌است.

## خصوصیات
مالیانو د مارزی ۶۷٫۹۶ کیلومترمربع مساحت و ۳٬۷۵۳ نفر جمعیت دارد و ۷۲۸ متر بالاتر از سطح دریا واقع شده‌است.